# 2329 Orthos
2329 Orthos este un asteroid descoperit pe 19 noiembrie 1976 de Hans-Emil Schuster.